# Zubrówka
Der Zubrówka ist ein Berg in den polnischen Pogórze Spiskie, einem Gebirgszug der Pogórze Spisko-Gubałowskie, mit 834 Metern Höhe über Normalnull.

## Lage und Umgebung
Der Zubrówka liegt im Hauptkamm der Pogórze Spiskie. Südlich des Gipfels liegt der Gebirgsbach Łapszanka.

## Tourismus
Der Gipfel ist von allen umliegenden Ortschaften leicht auf markierten Wanderwegen erreichbar. Er liegt außerhalb des Tatra-Nationalparks. 